# Chalciope imminua
Chalciope imminua là một loài bướm đêm trong họ Noctuidae.